# ملوود (مریلند)
ملوود (به انگلیسی: Melwood) یک منطقهٔ مسکونی در ایالات متحده آمریکا است که در مریلند واقع شده‌است. ملوود ۷٫۳ کیلومتر مربع مساحت و ۳٬۰۵۱ نفر جمعیت دارد.